# Disputation von Paris
Die Disputation von Paris (hebräisch משפט פריז Mishpat Pariz, französisch disputation de Paris), auch bekannt als der „Talmudprozess“ (französisch procès du Talmud), fand 1240 am Hof, Palais de la Cité, des französischen Königs Ludwig IX. statt und endete mit der Verbrennung zahlreicher Talmudexemplare auf der Place de Grève im Jahre 1242.
Sie war eine öffentliche Diskussion, bei der christliche Theologen jüdische Gelehrte herausforderten, insbesondere über den Talmud und seine Übereinstimmung mit der Bibel.

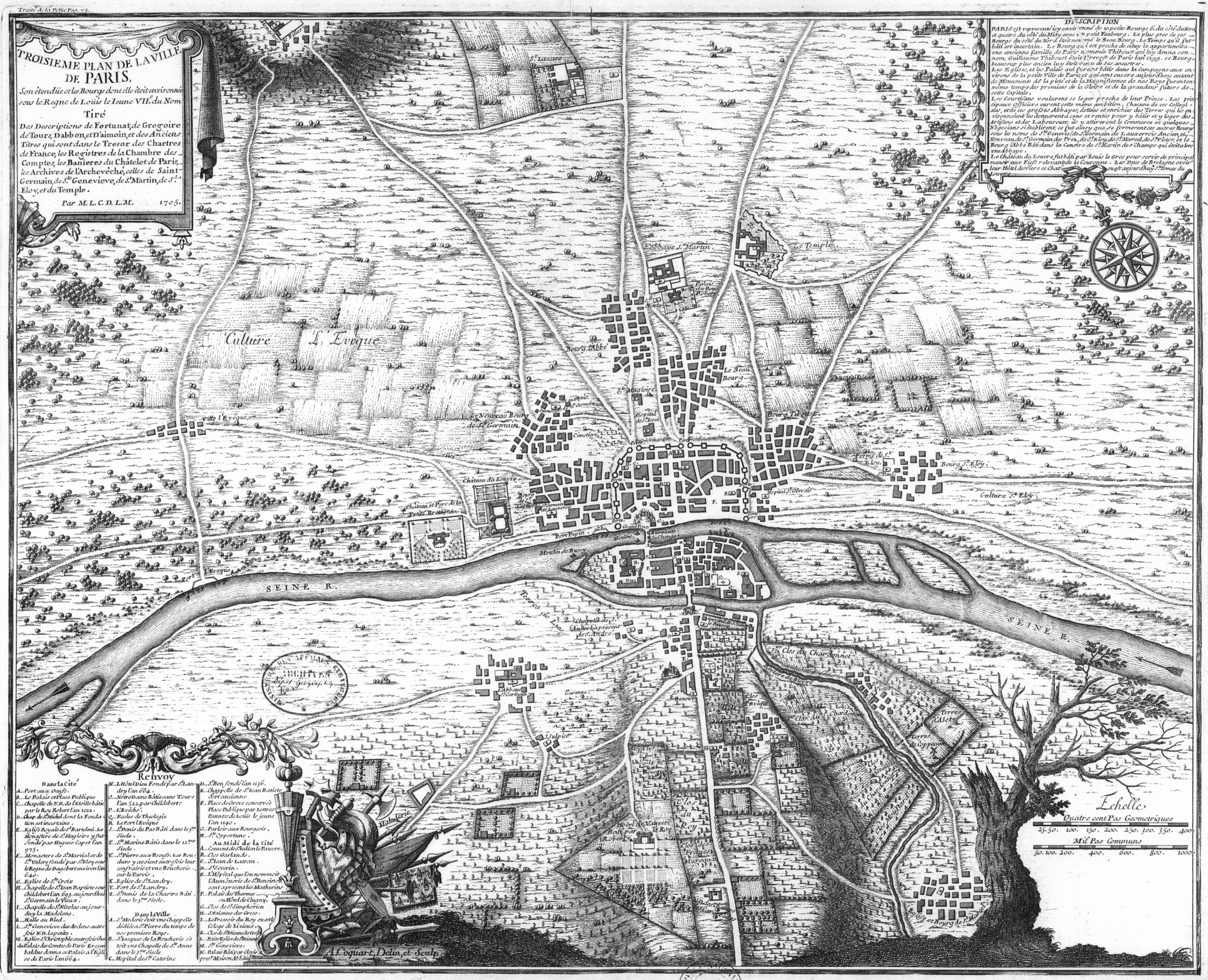
Der Palais de la Cité auf der Seine-Insel, mit der (stark bebauten) Île de la Cité, wo das Palais de la Cité flussabwärts lag

## Vorbereitungen
Sie war bestimmt durch die Vorarbeiten des Nikolaus Donin, aus La Rochelle, einem zum Christentum konvertierten Juden, der den Talmud übersetzte und bei Papst Gregor IX. insgesamt 35 Anklagen gegen diesen Text erhob, indem er eine Reihe von vermeintlich blasphemischer Passagen über Jesus, Maria oder das Christentum zitierte. Vier Rabbiner verteidigten den Talmud gegen Donins Anschuldigungen.

## Intententionen und Verlauf
Im Rahmen ihrer missionarischen Bemühungen versuchte die katholische Kirche, die Juden u. a. durch Debatten (Religionsgespräche) zu bekehren. Das westliche Christentum entwickelte im 13. Jahrhundert eine vermehrte philosophische Begründung des Glaubens und hatte die Herausforderungen des Aristoteles durch die Werke von Thomas von Aquin verarbeitet.
Paul Johnson nannte, als einen wesentlichen Unterschied zwischen der jüdischen und der christlichen Seite der Debatte, dass das Christentum ein detailliertes theologisches System entwickelt hatte. Die Lehren wurden diskursiv betrachtet und waren daher angreifbarer. Im Judentum gab es relativ wenig dogmatische Theologie, aber eine klare monotheistische Position.
Die Debatte begann am Dienstag, dem 12. Juni 1240. Nicholas Donin war Mitglied eines Mendikanten-Ordens, wahrscheinlich eines franziskanischen Ordens, und ein zum Christentum konvertierter Jude, er vertrat die christliche Seite. Er hatte Aussagen talmudischer Weiser übersetzt und erhob bei Papst Gregor IX. 35 Anklagen gegen den Talmud als Ganzes, indem er eine Reihe angeblich blasphemischer Passagen über das Christentum zitierte. Er wählte auch aus, was er als „Gebote talmudischer Weiser“ bezeichnete, die es „Juden erlaubten, Nichtjuden zu töten“, „Christen zu täuschen“ und ihnen „gegebene Versprechen ohne Skrupel zu brechen“. Die gewichtigsten Argumente wurden von Jechiel vorgebracht, der ein Protokoll der Kontroverse hinterlassen hat. Nach der Disputation wurde ein Tribunal ernannt, das über den Talmud urteilen sollte.
Die anderen christlichen Mitglieder des Tribunals waren Königin Blanka von Kastilien, Erzbischof Simon Cornut Gautier le Cornu, (1221–1241 Clément du Mez), Bischof Wilhelm von Auvergne von Paris, ein Dominikanermönch und der Kanzler der Universität von Paris, Odo von Châteauroux. Nachdem dieselben Rabbiner ein zweites Mal angehört worden waren, wurde der Talmud zum Verbrennen verurteilt. Zwei Jahre später, Mitte 1242, wurden in Paris 24 Wagenladungen hebräischer Bücher feierlich verbrannt. So endete die „Disputation“ mit der öffentlichen Talmudverbrennung, ebenfalls an einem Dienstag, dem 17. Juni 1242. Zweifellos waren nicht alle Exemplare gefunden worden, denn 1244 schrieb Papst Innozenz IV. ein Aufforderung, um eine neue Beschlagnahmung anzuordnen.
Die katholische Kirche hatte, bis Donin seine Übersetzung Gregor IX. vorlegte, wenig Interesse am Talmud gezeigt. Der Papst war überrascht, dass die Juden sich auf andere Texte als die Tora stützten und dass diese anderen Texte angebliche Gotteslästerungen gegen das Christentum enthielten. Dieses mangelnde Interesse kennzeichnete auch die französische Monarchie, die die Juden vor 1230 vor allem als potenzielle Einnahmequelle betrachtete.
Die Rabbiner Jechiel ben Josef, Moïse de Coucy (hebräisch משה בן יעקב מקוצי Moshe ben Yaakov miKoutsi) (1200–1274), Judah von Melun (hebräisch יְהוּדָה בֶּן דָּוִד מֵלוּן Judah ben David von Melun) und Samuel ben Solomon von Château-Thierry – vier der angesehensten Rabbiner Frankreichs – vertraten die jüdische Seite der Debatte. Der Kabbalist Jechiel ben Josef übernahm, nach dem Tode von Judah ben Isaac Messer Leon (1166–1224), eine Jeschiwa „Midrasch Hagadol Defarish“ am rechten Seineufer von Paris, auch wurde er in der Stadt an der Seine Oberrabbiner. Die Jeschiwa gewann durch seine Lehrtätigkeit an Zuwachs, bisweilen waren über 300 Studenten in der Schule.
Nach dem Prozess wanderten Jechiel von Paris und andere Rabbiner nach Palästina aus, das Teil des Ayyubiden-Reiches war, dessen politische Situation aber u. a. durch die Kreuzzüge (Sechster Kreuzzug) im 13. Jahrhundert instabil geworden war. Im Jahr 1244 veröffentlichte Papst Innozenz IV. den Brief „Impia Judaeorum perfidia“,  in dem er den Talmud verurteilte und König Ludwig aufforderte, Kopien dieses Buches und anderer Bücher, die in seinem Königreich untersucht werden sollten, zu verbrennen. Viele weitere Kontroversen ereigneten sich während der Herrschaft Ludwigs IX., jedes Mal mit Risiken für die Juden und die Zensur von Teilen des Talmuds bzw. die Vernichtung von Kopien des Talmuds wurde bis in das Jahr 1775 durch die katholische Kirche fortgesetzt.
Die Bedingungen der Disputation verlangten, dass die vier Rabbiner den Talmud gegen Donins Anschuldigungen verteidigen. Die Vorwürfe waren: der Talmud enthielte Gotteslästerungen gegen die christliche Religion, Angriffe auf die Christen selbst, Gotteslästerungen gegen Gott und obszöne Folklore. Die Angriffe auf das Christentum bezögen sich auf Passagen, über Jesus und Maria.

## Auswirkungen
Unter einem so frommen und den Juden gegenüber so feindlich eingestellten König wie Ludwig IX. konnte die römisch-katholische Kirche ihrem Wunsch nach Regelung ihrer Lebensumstände freien Lauf lassen. Niemals waren so viele Konzile und Synoden mit ihrem Schicksal beschäftigt wie während seiner Herrschaft: Die von Synode von Narbonne (1227), Synode von Château-Gautier (1231), Synode von Béziers (1246), Valence (1248), Synode von Albi (1254), Montpellier (1258) und Synode von Wien (1267) verabschiedeten alle Dekrete, die die Juden betrafen.